# جيمس وايتهيد (لاعب كريكت)
جيمس وايتهيد (بالإنجليزية: James Whitehead)‏ (2 سبتمبر 1860 في المملكة المتحدة - 9 يونيو 1904) هو لاعب كريكت بريطاني (وحمل سابقاً جنسية المملكة المتحدة لبريطانيا العظمى وأيرلندا). لعب مع نادي وارويكشاير للكريكيت ‏ وLiverpool and District cricket team ‏.